# Alexander Cordell
 (août 2025).
Le contenu est difficilement compréhensible vu les erreurs de traduction, qui sont peut-être dues à l'utilisation d'un logiciel de traduction automatique.
Alexander Cordell, né le 9 septembre 1914 et mort le 13 novembre 1997, est le pseudonyme de George Alexander Graber, romancier gallois prolifique et auteur de trente œuvres acclamées, notamment Rape of the Fair Country, Hosts of Rebecca et Song of the Earth.

## Biographie
Cordell est né à Ceylan en 1914 dans une famille anglaise. Il a fait ses études principalement en Chine  et a rejoint l'armée britannique à l'âge de 18 ans en 1932. Majeur dans l'Artillerie royale, il a pris sa retraite de l'armée britannique à la vie civile en tant qu'examinateur de quantité pour le War Office. Abergavenny avec sa femme Rosina et sa fille Georgina. C'est à partir de là que son amour évident pour le pays de Galles a commencé à grandir; plus tard dans sa vie, il mentionna dans ses écrits que sa mère était originaire de la vallée de la Rhondda . 
Cordell a quitté le pays de Galles pour des séjours à Hong Kong et à l’ île de Man. Pourtant, il revenait sans cesse au pays de Galles. Il s'est installé à différents moments à Abergavenny, Chepstow, Milford Haven et Wrexham. 
Au moment de sa mort, Cordell vivait sur Railway Road à Stansty près de Wrexham. Il s'est effondré et est décédé en marchant près du col Horseshoe, dans le Denbighshire. Il a été suggéré qu'il y était allé avec l'intention de se suicider avec de l'eau-de-vie et des antidépresseurs. [réf. nécessaire]  mais il est mort de causes naturelles. [réf. nécessaire]  Il est enterré à Llanfoist, Abergavenny. 
Le Cordell Country Inn, anciennement le chêne royal, au-dessus de Govilon, entre Blaenavon et Abergavenny, a été renommé en son nom. Il est devenu une maison privée et n’est pas ouvert au public. 

### Carrière d'écrivain
Certaines de ses œuvres les plus célèbres — Viol de la foire (1959), Hôtes de Rebecca (1960) et Le chant de la terre (1969) — constituent la première partie de la Saga de Mortymer et font partie d'une série de Cordell des romans qui dépeignent l'histoire mouvementée des premiers pays de Galles industriels. Fidèle aux faits historiques, il présente des événements tels que la naissance du syndicalisme et la montée du mouvement chartiste et du Newport Rising . 
La saga Mortymer est l’histoire de la famille Mortymer, qui a débuté en 1826. Elle raconte les procès de plusieurs générations de la famille, dans le contexte des mines de charbon et des industries du fer. En 1985, à la suggestion d'un autre écrivain du sud du Pays de Galles, Chris Barber, Cordell écrivit un prélude à la trilogie originale, This Proud and Savage Land, qui commence en 1800 et raconte l'histoire de Hywel Mortymer, âgé de 16 ans. de la région rurale du centre du pays de Galles pour travailler dans les mines de charbon et les usines sidérurgiques des vallées industrielles du sud du Pays de Galles, appartenant aux premiers maîtres forgerons et propriétaires de charbon. Il se termine par la naissance de son fils Iestyn, avec lequel commence le prochain livre. Cordell poursuit la saga Mortymer dans les années 1990 avec une autre trilogie, commençant par Beloved Exile (1992), puis par Land of Heart's Desire (1994) et The Love que Dieu a oublié (1995), qui conclut l'histoire des Mortymers au tournant. du nouveau siècle en 1900. 
En 1963, il publie The Race of the Tiger, un roman des O'Haras, un clan irlandais qui émigra au milieu du XIXe siècle pour émigrer à Pittsburgh, en Pennsylvanie (États-Unis), dans l'industrie du fer et de l'acier en plein essor. 
En 1972, Cordell commence ce que ses lecteurs appellent sa deuxième trilogie galloise. Cela débute avec The Fire People, situé à Merthyr Tydfil dans le contexte du soulèvement de 1831 de Merthyr, pour lequel Cordell a effectué des recherches considérables. Une annexe au livre présente des preuves suggérant que Richard Lewis, connu sous le nom de Dic Penderyn, aurait peut-être été condamné injustement à être pendu, pour lequel il est devenu le premier martyr de la classe ouvrière galloise. La trilogie s'est poursuivie avec l'ouvrage de Cordell en 1977, This Sweet and Bitter Earth ( Terre douce et amère), décrivant les carrières d'ardoise du nord du Pays de Galles en 1900 et, plus tard, l'industrie charbonnière de la vallée de Rhondda, à travers les yeux de Toby Davis. Cette deuxième trilogie s'est conclue en 1983 avec Land of My Fathers qui traite à la fois des mines de cuivre sur l'île d'Anglesey et des fonderies de fer du Dowlais entre 1838 et 1861, à travers les yeux du personnage de Taliesin Roberts.